# Kennett Square
Kennett Square ist ein Borough in Chester County, Pennsylvania. Beim United States Census 2020 hatte sie 5936 Einwohner. Kennett Square gilt als Pilz-Hauptstadt der Welt, da in der Region täglich über eine Million Pfund Speisepilze produziert werden.

## Geschichte
Die Gegend des heutigen Kennett Square war ursprünglich von den Lenni Lenape besiedelt. Der Ort wurde ursprünglich Kennet Square genannt, Kennet für England und Square für eine Quadratmeile entsprechend einer Landvergabe durch William Penn.
Kennett Square liegt in der Nähe von Delaware und Maryland, beides waren vor dem Sezessionskrieg Sklavenstaaten. Durch die günstige Lage und einem großen Bevölkerungsanteil von Quäkern, welche Sklaverei ablehnten, wurde die Stadt Teil der Underground Railroad.
1885 kamen zwei Nelkenzüchter auf die Idee, in ungenutzten Räumen unterhalb ihrer Gewächshäuser Pilze anzubauen und importierten Sporen aus Europa. Die Farmer heuerten italienische Einwanderer als Arbeitskräfte an, die mit der Zeit eigene Farmen gründeten. In den 1950er Jahren gab es etwa 100 Pilzfarmen. Durch Zusammenschlüsse sind es in den 2010er Jahren noch 60 Farmen, welche die Hälfte der US-amerikanischen Pilzproduktion anbauen.

## Sehenswürdigkeiten
- Longwood Gardens, botanischer Garten

## Persönlichkeiten
- Marino Auriti (1891–1980), italo-amerikanischer autodidaktischer Künstler
- Herb Pennock (1894–1948),  US-amerikanischer Baseballspieler
- Bayard Taylor (1825–1878), US-amerikanischer Reiseschriftsteller, Diplomat und Dichter

## Galerie

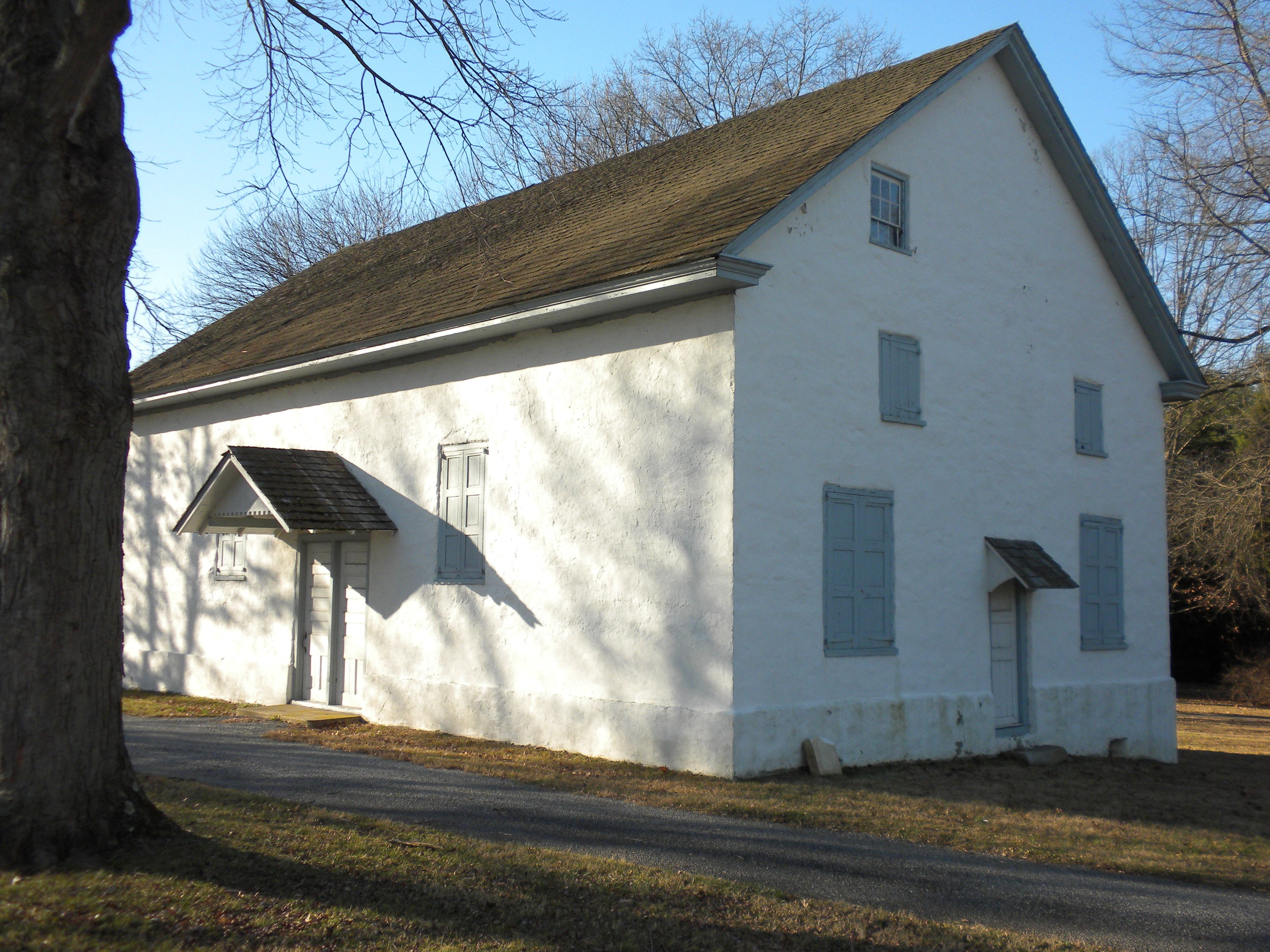
Kennett Meeting House
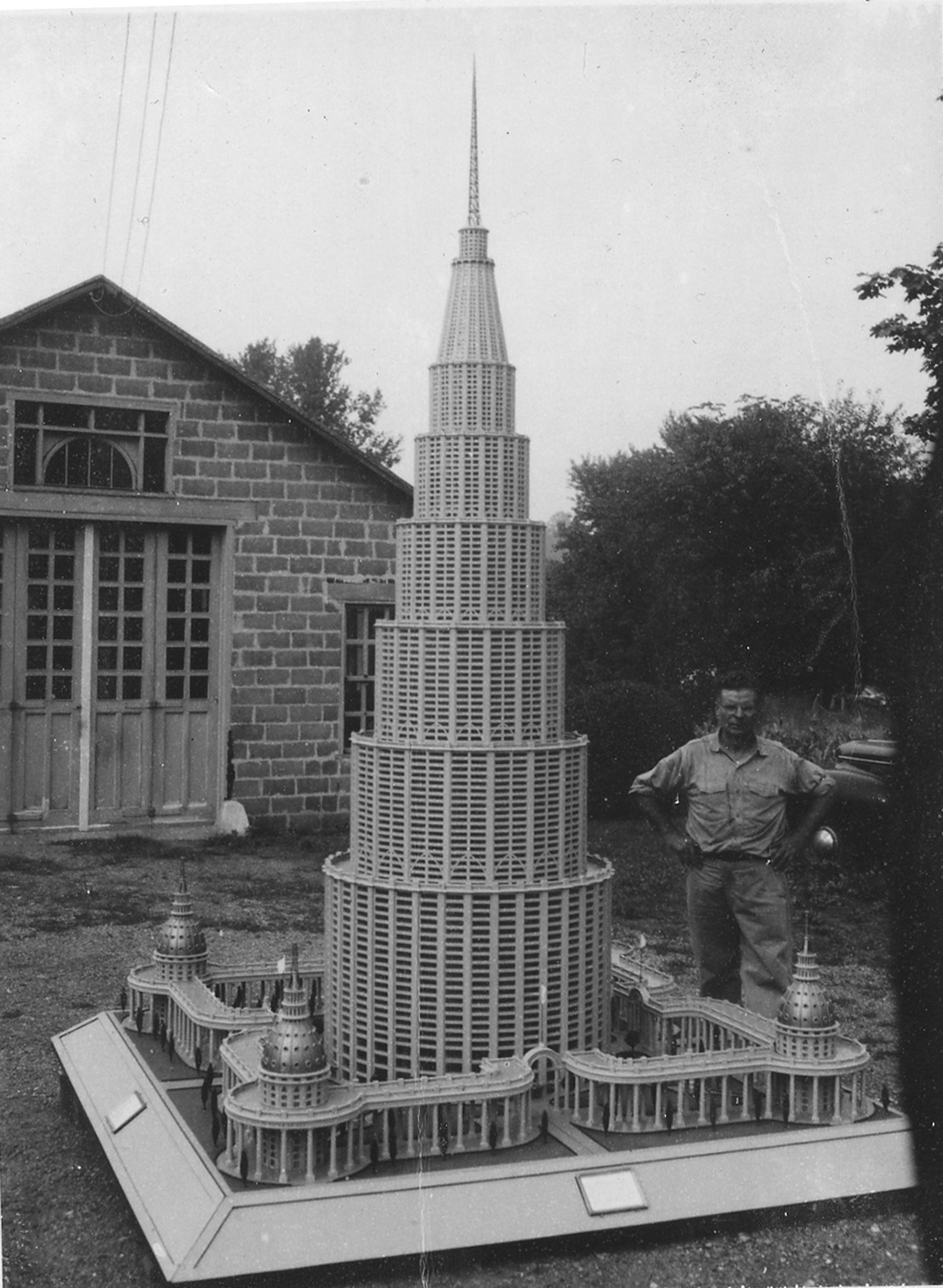
Il Palazzo Enciclopedico del Mondo, Marino Auriti
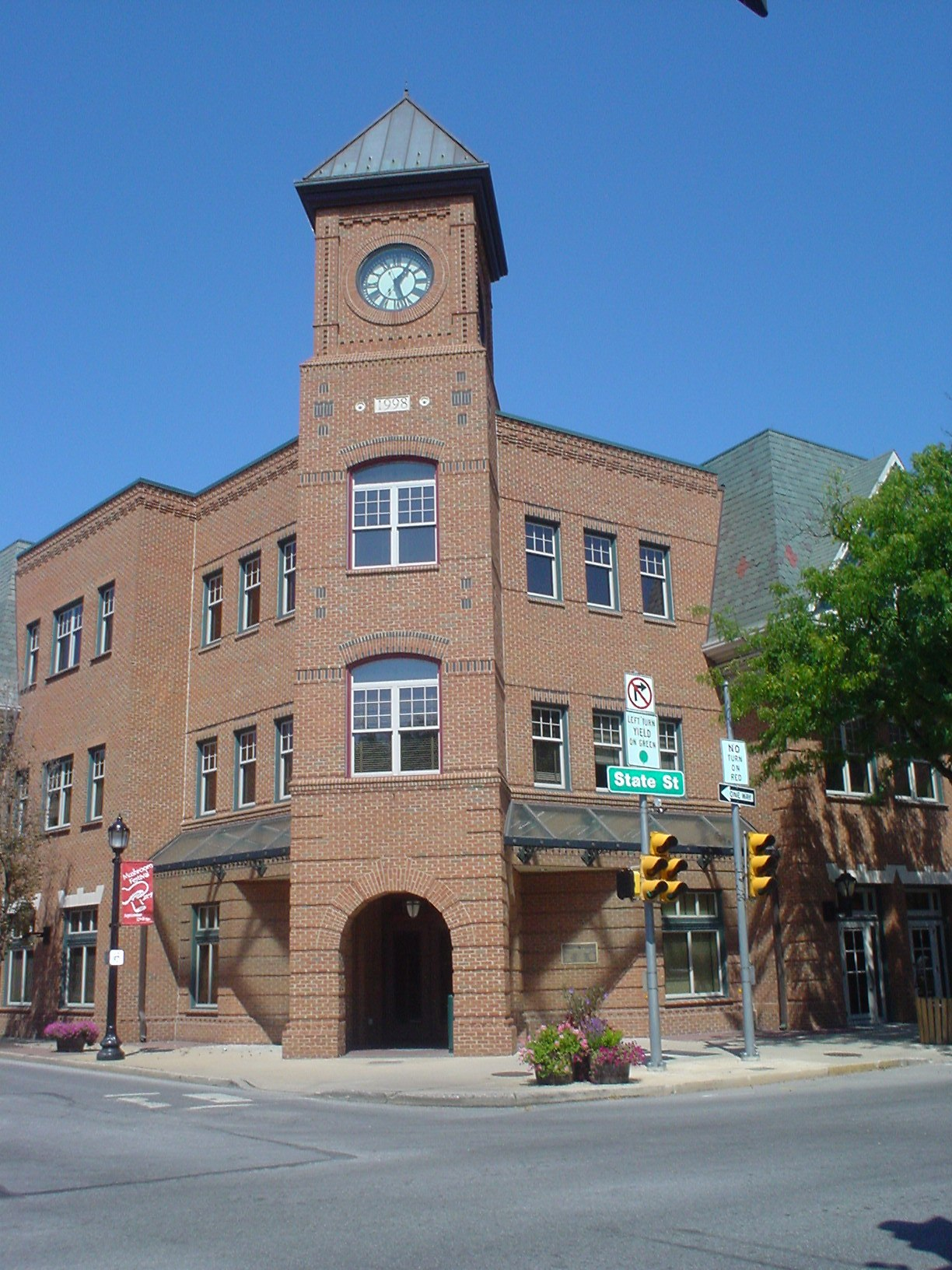
Clock Tower in Kennett Square